# ForteBank
 (juin 2024).
ForteBank est une banque privée kazakhe. Le siège social se situe dans la capitale, Astana, avec des succursales dans tout le Kazakhstan.
En janvier 2023, ForteBank se classe cinquième en termes d'actifs parmi les banques kazakhes.

## Histoire
La banque actuelle est créée le 10 février 2015, à la suite de la fusion de trois banques : ForteBank, Alliance Bank et Temirbank. L'actionnaire principal de la banque est l'homme d'affaires kazakh Bulat Utemuratov.

### 2015
- ForteBank est établi par la fusion de ForteBank, Alliance Bank et Temirbank[3].

### 2016
- En octobre, la galerie ForteBank Kulanshi Art Space est ouverte en collaboration avec le Centre d'Art Contemporain Kulanshi[4].
- En novembre, un accord est signé avec la Banque européenne pour la reconstruction et le développement pour fournir un prêt de 60 millions de dollars américains destiné à prêter aux micro, petites et moyennes entreprises et à financer l'entrepreneuriat féminin dans le cadre du programme "Women in Business" de la BERD[5].

### 2017
Le mois de mai marque le premier paiement de dividendes de la banque sur ses actions ordinaires. Le montant total des dividendes accumulés s'élève à 4,6 milliards de tenge kazakhs.

### 2018
- En février, Guram Andronikashvili, qui occupait auparavant le poste de premier vice-président du conseil d'administration de la banque, est nommé président du conseil d'administration de la banque[7].
- En septembre, la banque émet 220 milliards de tenge d'obligations à coupon, avec un taux de 4% et un terme de circulation jusqu'en 2024[8].
- En décembre, la banque acquiert Kassa Nova Bank[9].

### 2019
- En mars, la banque devient participante d'un programme de soutien aux projets de financement des petites et moyennes entreprises par la Banque asiatique de développement[10].

### 2020
- En mai, la banque lance ForteMobile en collaboration avec Beeline[11].
- En mai, la banque lance également la plateforme ForteForex pour le trading de devises[12].
- En août, ForteBank vend Kassa Nova Bank à Freedom Finance[13].

### 2021
- En juin, la banque lance une nouvelle génération de cartes de paiement avec des capacités numériques améliorées.
- En septembre, la banque lance une nouvelle application mobile pour les entités juridiques, l'application "Forte Business", avec des fonctions telles que l'enregistrement à distance et l'ouverture de comptes.

### 2022
- En janvier, ForteBank devient la première banque à être accréditée par le Centre de sécurité de l'information du Ministère du Développement numérique, de l'Innovation et de l'Industrie aérospatiale de la République du Kazakhstan.

### 2023
- En mars, S&P Global Ratings évalue ForteBank au niveau BB-/B.[14]
- En avril, Fitch évalue ForteBank au niveau BB[15].
- En septembre, ForteBank rejoint le programme commercial KazakhExport[16].
- En novembre, Moody's évalue ForteBank au niveau Ва2[17].
- Toujours en novembre, ForteBank et MasterCard lancent le service "Alem" pour les transferts internationaux vers un compte ou une carte[18].
- En décembre, un programme Executive MBA est lancé pour les dirigeants de ForteBank, en collaboration avec l'Université Narxoz[19].

## Modèle économique
ForteBank est une banque universelle opérant dans tous les segments de marché (détail, PME, entreprise).
Au sein de la banque, il existe une division en marques :
- ForteBank — une banque pour les particuliers, offrant aux clients des cartes de débit, des cartes de crédit, des prêts et des dépôts.
- ForteBusiness — une banque pour les entités juridiques, offrant aux clients des cartes d'entreprise, des comptes, des prêts et des dépôts.
- ForteMarket — une place de marché à travers laquelle les magasins kazakhs peuvent vendre leurs produits.
- ForteMobile — services mobiles en collaboration avec l'entreprise de télécommunications Beeline.
- ForteForex — une plateforme de trading de devises.

## Liens
- Site officiel